# Allocheilos guangxiensis
Allocheilos guangxiensis är en tvåhjärtbladig växtart som beskrevs av H.Q. Wen, Y.G. Wei och S.H. Zhong. Allocheilos guangxiensis ingår i släktet Allocheilos och familjen Gesneriaceae. Inga underarter finns listade i Catalogue of Life.